# FWB 300
Feinwerkbau 300 (FWB 300) bezeichnet eine Bauserie von Matchluftgewehren, die von der Firma Feinwerkbau Westinger & Altenburger in Oberndorf am Neckar hergestellt wurden. Alle Varianten der Gewehre wurden in dem Kaliber 4,5 mm, mit Dioptervisierung und mit Seitenspanner ausgeliefert.

## Technik
Die FWB ist ein Einzellader. Vor jedem Schuss wird eine zweiteilige Feder mit dem Seitenspanner gespannt. Nach dem Einlegen des Geschosses wird die Ladeklappe über den Seitenspanner verriegelt. Wird der Abzug betätigt, treibt die gespannte Feder einen Kolben in Schussrichtung. Der Kolben verdichtet die sich vor ihm befindliche Luft hinter dem Geschoss und treibt das Geschoss durch den gezogenen Lauf.
Das Gewehr schießt nahezu rückstoßfrei. Das System läuft nach dem Schuss zurück und nimmt den Rückstoß auf. Durch die Bewegung in Richtung des Schützen ist ein ausreichender Abstand zur Dioptervisierung erforderlich. Bei zu geringem Abstand besteht die Gefahr einer Verletzung des zielenden Auges.

## Varianten
Ab der Variante 300S war eine höhenverstellbare „Schaftbacke“ vorgesehen. Der Schaft wurde aus Nussbaumholz gefertigt und hat eine Befestigungschiene an der beispielsweise Zusatzgewichte angebracht werden können. Das Gewehr war in Ausführungen für Rechts- oder Linksschützen lieferbar. Folgende Varianten sind bekannt:
- Feinwerkbau 300
- Feinwerkbau 300S, Universal
- Feinwerkbau 300S, Match
- Feinwerkbau 300S, Junior

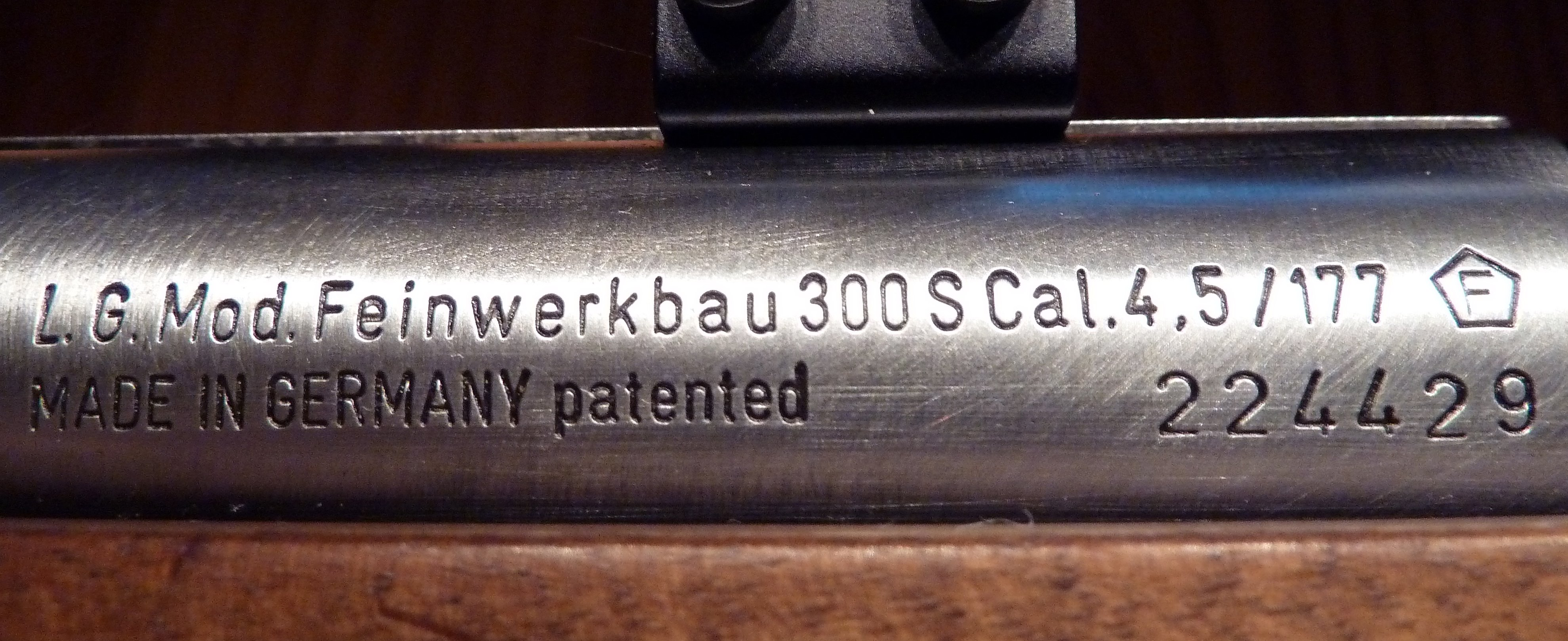
Feinwerkbau 300S, Stempelung mit Herstellerangabe, Kaliber, Seriennummer und Abnahmestempel „F“ im Fünfeck.
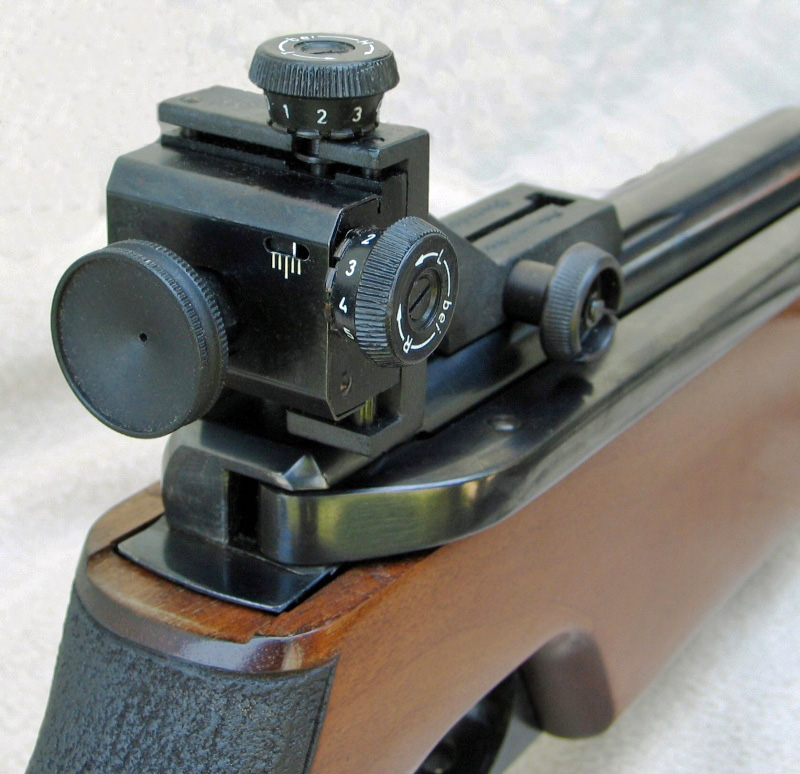
Feinwerkbau 300S mit Diopter